# STS-110
STS-110 e сто и деветата мисия на НАСА по програмата Спейс шатъл, двадесет и пети полет на совалката Атлантис и шестнадесети пилотиран полет към Международната космическа станция (МКС) (полет 8А). Астронавтът Джери Рос е първият в света достигнал и завършил 7 космически полета, постижение рекордно и до днес (изравнено през лятото на същата година от Франклин Чанг-Диас).

## Екипаж
| Пост                                | Астронавт                               |
| ----------------------------------- | --------------------------------------- |
| Командир                            | Майкъл Блумфийлд трети космически полет |
| Пилот                               | Стивън Фрик първи космически полет      |
| Специалист на мисията 1             | Рекс Уолхайм първи космически полет     |
| Специалист на мисията 2 бординженер | Елен Очоа четвърти космически полет     |
| Специалист на мисията 3             | Ли Морин първи космически полет         |
| Специалист на мисията 4             | Джери Рос седми космически полет        |
| Специалист на мисията 5             | Стивън Смит четвърти космически полет   |

## Полетът
Основната цел на мисия STS-110 е да изведе Ферма S0 в орбита. Тя е монтирана на модула Дестини и е „гръбнака“ на цялата фермова конструкция на станцията, към която са прикрепени свързващи сегменти S1 и P1, изведени съответно по време на мисии STS-112 и STS-113. Върху тази ферма се намира и т. нар. „Базова мобилна система“ (Mobile Base System) – система от релси и мобилна платформа, която се движи по тях. Това е основна част от т. нар. Мобилна обслужваща система (на английски: Mobile Servicing System) или по-популярна с името на основния си компонент Канадарм2.

## Параметри на мисията
- Маса на совалката:
  - при старта: 116 609 кг
  - при приземяването: 91 016 кг
- Маса на полезния товар:13 132 кг
- Перигей: 155 км
- Апогей: 225 км
- Инклинация: 51,6°
- Орбитален период: 88.3 мин

Скачване с „МКС“
- Скачване: 10 април 2002, 16:05:00 UTC
- Разделяне: 17 април 2002, 18:31:00 UTC
- Време в скачено състояние: 7 денонощия, 2 часа, 26 минути, 4 секунди.

### Космически разходки
| № | Участници                  | Начало                  | Край                    | Продължителност  |
| - | -------------------------- | ----------------------- | ----------------------- | ---------------- |
| 1 | Стивън Смит и Рекс Уолхайм | 11 април 2002 14:36 UTC | 11 април 2002 22:24 UTC | 7 часа 48 минути |
| 2 | Джери Рос и Ли Морин       | 13 април 2002 14:09 UTC | 13 април 2002 21:39 UTC | 7 часа 30 минути |
| 3 | Стивън Смит и Рекс Уолхайм | 14 април 2002 13:48 UTC | 14 април 2002 20:15 UTC | 6 часа 27 минути |
| 4 | Джери Рос и Ли Морин       | 16 април 2002 14:29 UTC | 16 април 2002 21:06 UTC | 6 часа 37 минути |

## Галерия
- Видео от старта (1 минута 29 секунди)
- Старта на совалката
- Трите нови двигателя на совалката при старта
- Астронавтът Ли Морин по време на втората си ксмическа разходка
- Приземяването на совалката